# Houston (Arkansas)
Houston – miasto w Stanach Zjednoczonych, w stanie Arkansas, w hrabstwie Perry.